# Charles Denis Bourbaki
Charles Denis Sauter Bourbaki (22 de abril de 1816, Pau - 22 de septiembre de 1897, Bayona) fue un general francés.

## Biografía
Nació en Pau, siendo hijo del coronel griego Constantin Denis Bourbaki, quien murió en la Guerra de Independencia en 1827. Fue educado en el Prytanée National Militaire, entró en St. Cyr, y en 1836 se unió a los Zuavos, convirtiéndose en teniente de la Legión Extranjera en 1838, y ayudante de campo del rey Luis Felipe. Fue en la expedición africana que por primera vez estuvo en el frente. En 1842 era capitán en los Zouaves; 1847, coronel de los Turcos; en 1850, teniente-coronel del 1.º de Zuavos; 1851, coronel; 1854, brigadier-general. En la Guerra de Crimea comandó una porción de las tropas argelinas; en las batallas del río Almá, Inkerman y Sebastopol el nombre de Bourbaki se hizo famoso. En 1857 fue hecho general de división, comandante en 1859 en Lyon. Su suceso en la guerra en Italia solo fue superado por MacMahon, y en 1862 fue propuesto como candidato al vacante trono griego, pero declinó el proferido honor. En 1870 el emperador Napoleón III le confió el mando de la Guardia Imperial, y jugó un papel importante en los combates alrededor de Metz. Su conducta en Gravelotte, sin embargo, fue cuestionable cuando los prusianos exhaustos por la lucha y las graves bajas, los franceses estaban a punto de montar un contraataque, Bourbaki se negó a comprometer las reservas de la Guardia Imperial francesa en la batalla porque la consideraba una derrota.

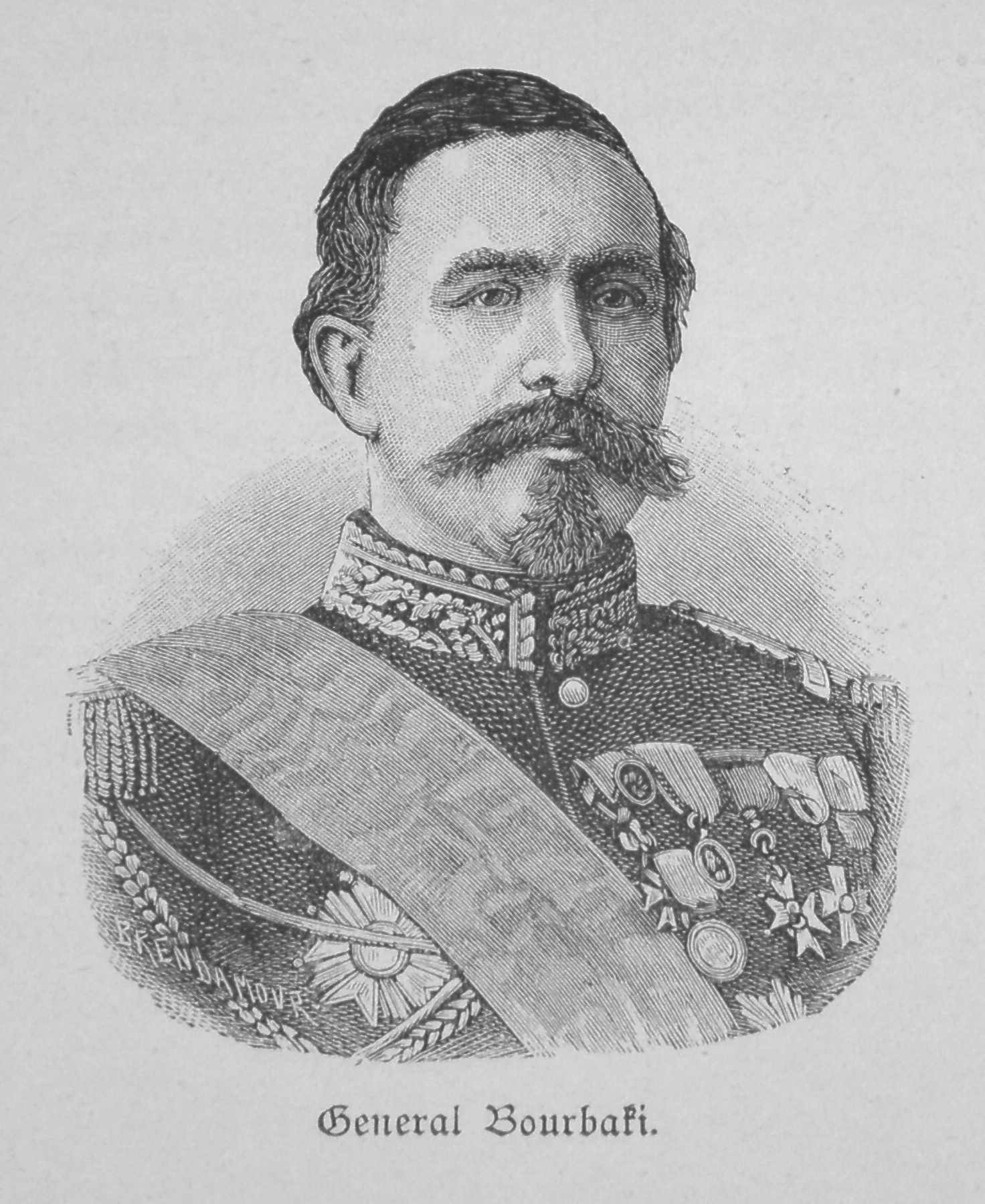
General Charles Denis Bourbaki.

Un curioso incidente del sitio de Metz, durante la guerra franco-prusiana, está conectado con el nombre de Bourbaki. Un hombre quien se hacía llamar Regnier, sobre el 21 de septiembre, apareció en Hastings, para entrevistarse con la refugiada emperatriz Eugenia, y fracasando en el intento se las ingenió para conseguir del joven Príncipe Imperial una fotografía firmada con un mensaje para el emperador Napoleón. Esto fue utilizado, por medio de un salvoconducto de Bismarck, como credencial para el Mariscal Bazaine, a quien se presentó en Metz, afirmando que con la supuesta autoridad de la emperatriz la paz iba a ser firmada y tanto el Mariscal Canrobert o el General Bourbaki debían de ir a Hastings con este propósito. Bourbaki se plantó en Inglaterra, con connivencia prusiana, con la reconocida misión, para descubrir de manos de la propia emperatriz en Hastings que todo había sido una treta; tan pronto como pudo volvió a Francia.

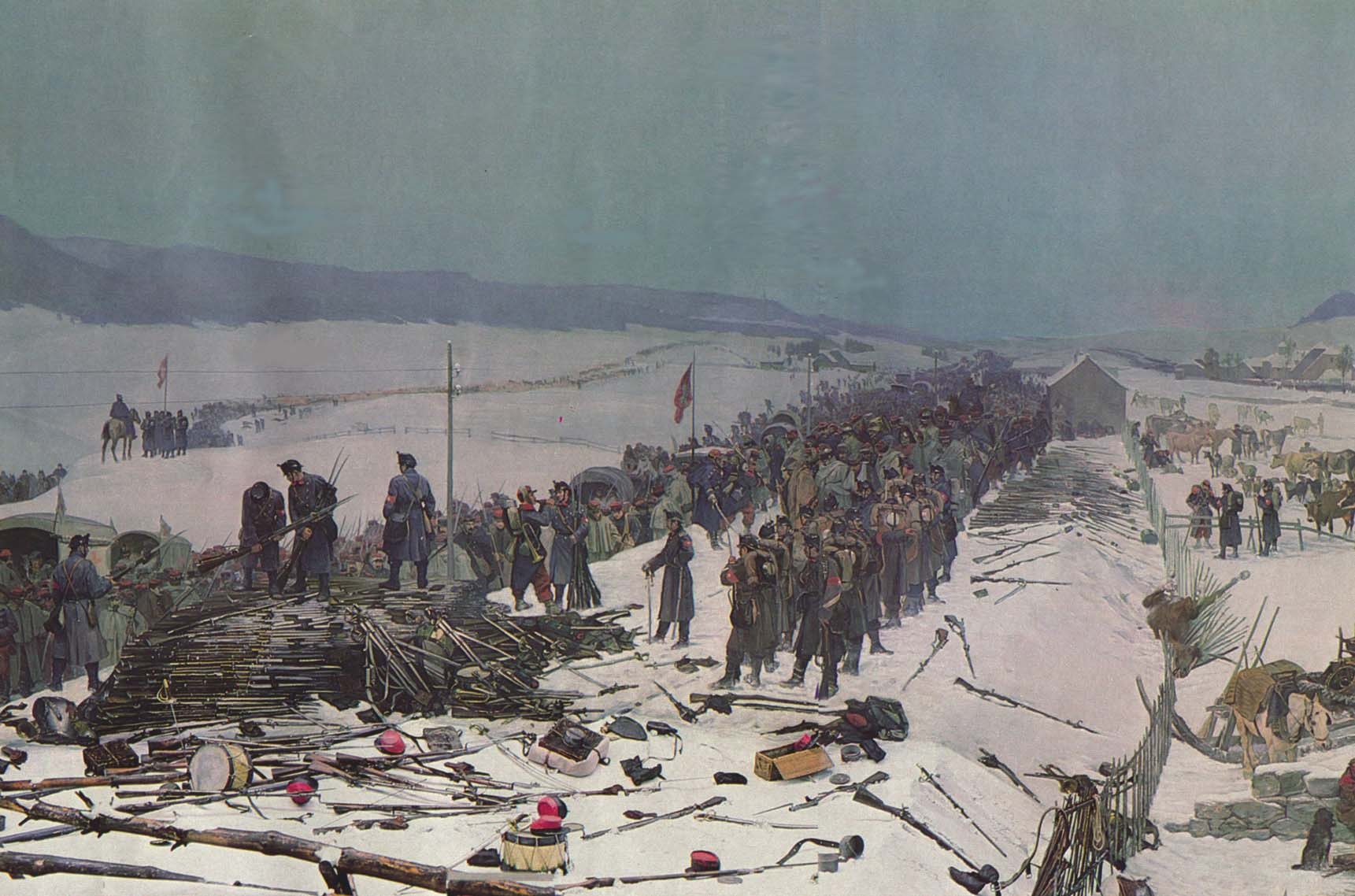
El Ejército de Bourbaki deponiendo las armas tras cruzar la frontera suiza; por Edouard Castres.

Ofreció sus servicios a Gambetta y recibió el mando del Ejército del Norte, pero fue reclamado de nuevo el 10 de noviembre y transferido al Ejército del Loira. Al mando del precipitadamente entrenado y mal equipado Ejército del Este (Armée de l'Est), Bourbaki hizo la tentativa de levantar el sitio de Belfort, que después de la victoria en Villersexel, terminó con la repulsa de los franceses en la batalla de tres días del Lisaine. Otras fuerzas germanas al mando de Manteuffel ahora se cerraban sobre Bourbaki, y finalmente fue conducido sobre la frontera suiza con el remanente de sus fuerzas. Sus tropas se encontraban en la situación más desesperada, sufriendo falta de alimentos; de los 150.000 hombres bajo su mando cuando empezó, solo 87.000 hombres con 12.000 caballos escparon a territorio suizo. Cruzaron la frontera occidental de Suiza en Les Verrières, Sainte-Croix, Vallorbe y en la Vallée de Joux a principios de febrero de 1871. Fueron desarmados y detenidos durante seis semanas antes de ser repatriados en marzo. En lugar de someterse a la humillación de una probable rendición, Bourbaki delegó sus funciones en el General Clinchant el 26 de enero de 1871, e intentó suicidarse aquella noche. Disparó con una pistola sobre su cabeza, pero la bala, debido a una desviación del arma, rozó contra su cráneo y salvó su vida. El General Cinchant cargó con Bourbaki hasta Suiza, donde se recuperó lo suficiente para volver a Francia.
En julio de 1871, de nuevo tomó el comandamiento en Lyon, y consiguientemente se convirtió en gobernador militar. En 1881, debido a sus opiniones políticas, fue puesto en la lista de retiro. En 1885 fue candidato para senador, aunque no fue elegido. Un patriota francés y un brillante soldado y cabecilla, como otros generales franceses del Segundo Imperio cuyo entrenamiento había tenido lugar en África, se demostró como carente de algunas habilidades superiores de mando cuando las condiciones europeas de 1870 así los precisaron.